# Въртоп (карст)
Въртопите или карстови долини са твърде характерни форми в карстовите местности. Те представляват фуниевидни, блюдовидни или коритовидни закръглени или удължени ями с диаметър средно от 1 до 30 m, като достигат и до 200 m и с дълбочина средно от 1 до 15 m (някои въртопи достигат и по-големи размери). В геоморфологията те са известни и под името долина, но това наименование за тази карстова форма се избягва у нас, защото е еднакво с името на формите образувани от ерозията на течащата вода. Някъде въртопите са малко на брой и са разпръснати в най-различна посока, която е най-често във връзка с някоя тектонска линия. Често се срещат и съединени въртопи, които образуват ували. Въртопите обикновено се образуват поради разтварянето на варовиковите скали от водата, която се просмуква по пукнатините. Тя може да бъде дъждовна или от разтопена снежна покривка. Дъната на въртопите са покрити с различни по дебелина неразтворими глинести утайки, които често пъти запушват всички скални пукнатини. Въртопите са единствено пригодните за обработване земи в карстовите области. В щата Кентъки в САЩ карстовите местности и разнообразните карстови форми заемат площ от 25 000 km², а Централното Мексиканско плато е покрито с повече от 60 000 въртопа.